# 坐知王
坐知王（?—421年4月12日），金官伽耶（駕洛国）第6代王（在位:407年 - 421年），谥号神王。父伊品王、母为貞信。王妃福寿（道宁大阿干女），子7代王吹希王（惠王）。407年（晋安帝义熙三年）即位。即位後，以佣女为側室，以女党为官。国内扰乱，鸡林国以谋欲伐。421年（宋武帝永初二年辛酉）五月十二日崩。